# Леополд V (Австрия-Тирол)
Леополд V Фердинанд (на немски: Leopold V Ferdinand; * 9 октомври 1586, Грац; † 13 септември 1632, Швац, Тирол) от фамилията Хабсбург, е ерцхерцог на Австрия, епископ на Пасау и Страсбург (до 1625), регент на Тирол. Той е абат на манастира Мурбах от 1614 до 1625 г.

## Живот
Той е петият син на Карл Франц II (1540 – 1590), ерцхерцог на Вътрешна Австрия (син на император Фердинанд I), и съпругата му Мария Анна Баварска (1551 – 1608), дъщеря на херцог Албрехт V от Бавария. Брат е на император Фердинанд II.
Още като дете Леополд става през 1597 г. Coadjutor и през 1598 г. епископ на Пасау, през 1607 г. и на Страсбург. Леополд резидира в двора на император Рудолф II, който все повече го заобичва и иска дори да му помогне за бохемската и след това за германската корона. От 1609 г. Леополд се бие със своите наемници по задача на императора в Юлих-Клевската наследствена война против Максимилиан III в Тирол и през 1611 г. за Рудолф II в Бохемия.
През 1611 г. Леополд извиква йезуитите в Пасау, които основават там йезуитски колеж. През 1612 г. Леополд основава гимназия (Gymnasium Leopoldinum) в Пасау, 1622 г. университет. През 1614 г. той финансира строежа на Йезуитската църва в Молсхайм.
През 1619 г. след смъртта на братовчед му ерцхерцог Максимилиан III († 1618), той става щатхалтер на Тирол и Горна Австрия, където през 1623 – 1630 г. става княз на страната. През 1619 г. брат му, вече император Фердинанд II, го прави щатхалтер във Виена. В Инсбрук той построява конгресната и концертна зала Догана и Йезуитска църква. През 1632 г. той защитава Тирол против Швеция.
През 1626 г. княжеският епископ Леополд отива в Рим, където се отказва в полза на братовчед си Леополд Вилхелм от епископиите Пасау и Страсбург и започва да се грижи за Тирол като владетел. Той се жени на 19 април 1626 г. за вдовицата Клавдия де Медичи, с която основава странична линия на Хабсбургите, която съществува до 1665 г.
Леополд V е погребан в Йезуитската църква в Инсбрук.

## Фамилия
През 1626 г. Леополд V се жени за принцеса Клавдия де Медичи (1604 – 1648), вдовица на херцог Федерико Убалдо делла Ровере от Урбино (1605 – 1623), дъщеря на великхерцог Фердинандо I де Медичи от Тоскана, с която има децата:
- Мария Елеонора (1627 – 1629)
- Фердинанд Карл (1628 – 1662), ерцхерцог на Австрия и херцог на Тирол, женен за Анна де Медичи (1616 – 1676)
- Изабела Клара (1629 – 1685), омъжена за Карло III Гонзага, херцог на Мантуа (1629 – 1665)
- Сигизмунд Франц (1630 – 1665), ерцхерцог на Австрия и херцог на Тирол, женен за Хедвиг фон Пфалц-Зулцбах (1650 – 1681)
- Мария Леополдина Тиролска (1632 – 1649), омъжена за император Фердинанд III (1608 – 1657)

- Клаудия де Медичи,
съпруга
- Фердинанд Карл,
син
- Изабела Клара Австрийска,
дъщеря
- Сигизмунд Франц,
син
- Мария Леополдина Тиролска,
дъщеря